# サカシチ・アールパード
サカシチ・アールパード（ハンガリー語: Szakasits Árpád, ハンガリー語発音: [ˈsɒkɒʃit͡ʃ ˈaːrpaːd], 1888年12月6日 – 1965年5月3日）は、ハンガリーの政治家。大統領、大統領評議会議長を務めた。

## 生涯

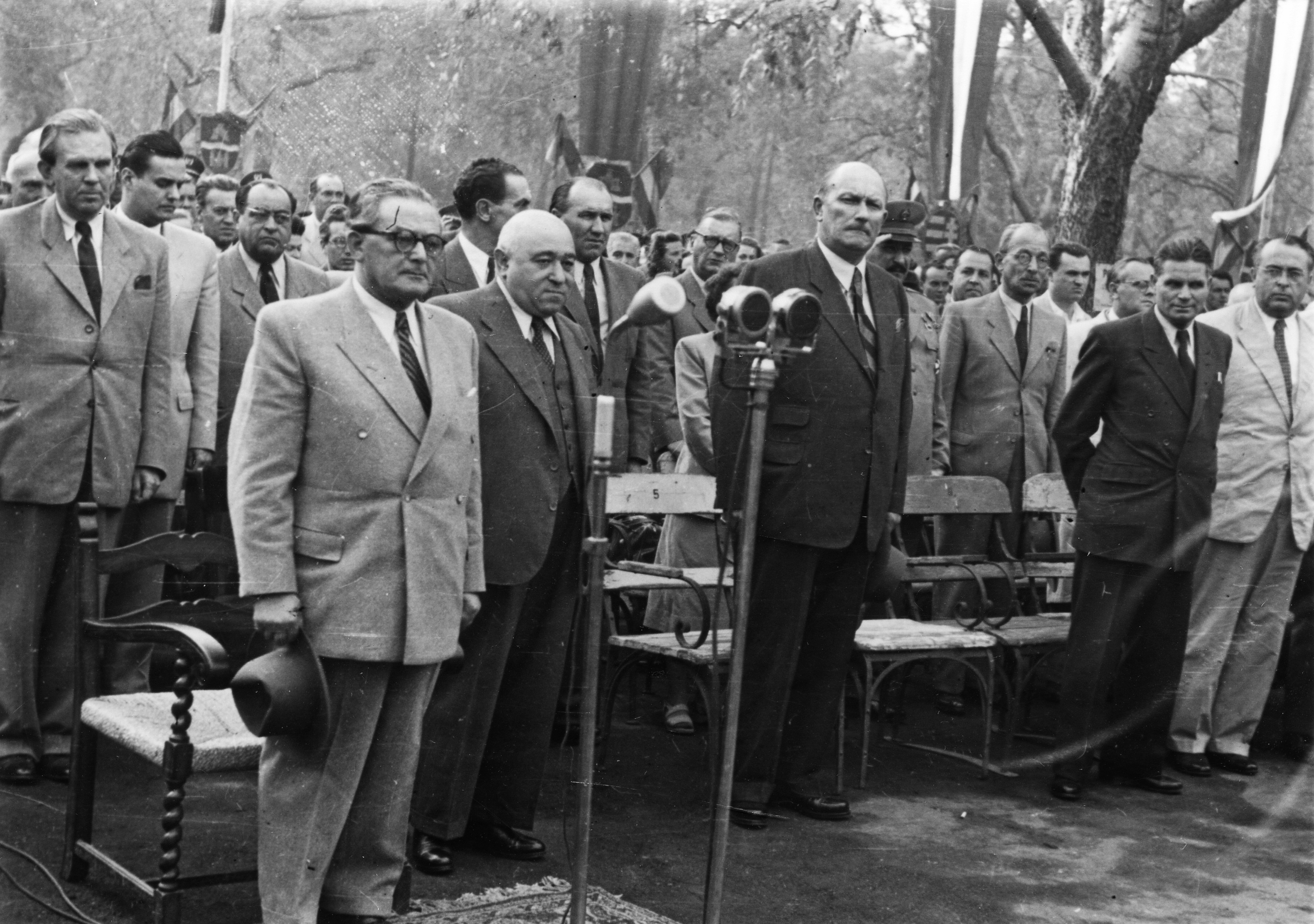
前列もっとも左の人物がサカシチ、右隣の人物がラーコシ・マーチャーシュ（1948年）

彼は1888年、オーストリア＝ハンガリー帝国のブダペストで生まれた。10代の頃から労働運動に参加し、ハンガリー社会民主党に入党。ハンガリー評議会共和国で人民委員を務めるものの、王政復古後も国内に留まり全国建設労組の委員長などを歴任した。
戦後、社民党の主導権を掌握しハンガリー共産党との合同を推進、ハンガリー勤労者党の結党に大きな役割を果たした。1948年8月2日にハンガリー第二共和国の大統領に就任、翌1949年8月23日にハンガリー人民共和国への体制移行に伴って国民議会幹部会議長（国家元首）に就任した。だが1950年4月26日に解任されて投獄、1956年に釈放されハンガリー動乱を経てジャーナリスト協会会長などを務めた。
サカシチは40年来のエスペランティストで、エスペラント大会に参加し、また彼は1959年の世界エスペラント大会の国際後援者委員会の委員でもあった。

## 参考
1. ↑  Esperanto #716 (1965), p. 131